# زياد البندك
زياد عبد الله حنا البندك (وُلد في 1 فبراير 1960 في مدينة عمان) مهندس كهرباء فلسطيني ووزير سابق، شغل منصب وزير وزارة السياحة الفلسطينية ضمن حكومة أحمد قريع الثالثة في الفترة من 24 فبراير 2005 وحتى 27 مارس 2006. كما عُين وزيرًا لوزارة الحكم المحلي الفلسطينية ضمن حكومة سلام فياض الأولى في الفترة 2007–2009. عُين مستشارًا للرئيس محمود عباس للشؤون المسيحية، وعضوًا في اللجنة الرئاسية العليا لشؤون الكنائس في فلسطين.

## التحصيل العلمي
حصل على درجة البكالوريوس في هندسة الكهرباء من جامعة دريسدن التقنية في ألمانيا عام 1985.